# 舍姆贝格 (图林根州)
舍姆贝格（德語：Schömberg，發音：[ˈʃøːmˌbɛʁk] ⓘ）是德国图林根州格赖茨县曾经的一个市镇，面积5平方千米，2012年12月31日人口为109人。2013年12月31日，舍姆贝格与另外2个市镇并入市镇魏达。